# Asish Rai
Asish Rai (Pakyong, 27 gennaio 1999) è un calciatore indiano, difensore del Mohun Bagan SG.

## Carriera

### Club
Ha giocato nella prima divisione indiana.

### Nazionale
Dopo aver giocato con le nazionali giovanili indiane Under-20 ed Under-23, nel 2023 ha esordito in nazionale maggiore.

## Statistiche

### Presenze e reti nei club
| Stagione                                | Squadra                                 | Campionato                              | Campionato | Campionato | Coppe nazionali | Coppe nazionali | Coppe nazionali | Coppe continentali | Coppe continentali | Coppe continentali | Altre coppe | Altre coppe | Altre coppe | Totale | Totale |
| Stagione                                | Squadra                                 | Comp                                    | Pres       | Reti       | Comp            | Pres            | Reti            | Comp               | Pres               | Reti               | Comp        | Pres        | Reti        | Pres   | Reti   |
| --------------------------------------- | --------------------------------------- | --------------------------------------- | ---------- | ---------- | --------------- | --------------- | --------------- | ------------------ | ------------------ | ------------------ | ----------- | ----------- | ----------- | ------ | ------ |
| lug.-nov. 2017                          | Pune City B                             | IL2                                     | 6          | 0          | -               | -               | -               | -                  | -                  | -                  | -           | -           | -           | 6      | 0      |
| nov.2017-2018                           | Indian Arrows                           | IL                                      | 9          | 0          | SC              | 1               | 0               | -                  | -                  | -                  | -           | -           | -           | 10     | 0      |
| 2018-2019                               | Indian Arrows                           | IL                                      | 20         | 1          | SC              | 2               | 0               | -                  | -                  | -                  | -           | -           | -           | 22     | 1      |
| Totale Indian Arrows                    | Totale Indian Arrows                    | Totale Indian Arrows                    | 29         | 1          |                 | 3               | 0               |                    | -                  | -                  |             | 0           | 0           | 32     | 1      |
| 2019-2020                               | Hyderabad                               | ISL                                     | 14         | 0          | -               | -               | -               | -                  | -                  | -                  | -           | -           | -           | 14     | 0      |
| 2020-2021                               | Hyderabad                               | ISL                                     | 18         | 0          | -               | -               | -               | -                  | -                  | -                  | -           | -           | -           | 18     | 0      |
| 2021-2022                               | Hyderabad                               | ISL                                     | 14+2       | 0          | -               | -               | -               | -                  | -                  | -                  | DC          | -           | -           | 16     | 0      |
| Totale Hyderabad                        | Totale Hyderabad                        | Totale Hyderabad                        | 48         | 0          |                 | -               | -               |                    | -                  | -                  |             | -           | -           | 48     | 0      |
| 2022-2023                               | ATK Mohun Bagan                         | ISL                                     | 20+4       | 0          | SC              | 2               | 0               | QAFC Cup           | 0                  | 0                  | DC          | 3           | 0           | 29     | 0      |
| 2023-2024                               | Mohun Bagan Super Giant                 | ISL                                     | 18         | 1          | SC              | 3               | 0               | AFC Cup            | 5                  | 1                  | DC          | 3           | 0           | 29     | 2      |
| 2024-2025                               | Mohun Bagan Super Giant                 | ISL                                     | 21+3       | 0          | SC              | 0               | 0               | AFC2               | 1                  | 0                  | DC          | 5           | 0           | 30     | 0      |
| 2025-2026                               | Mohun Bagan Super Giant                 | ISL                                     | 0          | 0          | SC              | 0               | 0               | AFC2               | 0                  | 0                  | DC          | 3           | 0           | 3      | 0      |
| Totale ATK Mohun Bagan / Mohun Bagan SG | Totale ATK Mohun Bagan / Mohun Bagan SG | Totale ATK Mohun Bagan / Mohun Bagan SG | 66         | 1          |                 | 5               | 0               |                    | 6                  | 1                  |             | 14          | 0           | 91     | 2      |
| Totale carriera                         | Totale carriera                         | Totale carriera                         | 149        | 2          |                 | 8               | 0               |                    | 6                  | 1                  |             | 14          | 0           | 177    | 3      |

### Cronologia presenze e reti in nazionale
| Cronologia completa delle presenze e delle reti in nazionale ― India | Cronologia completa delle presenze e delle reti in nazionale ― India | Cronologia completa delle presenze e delle reti in nazionale ― India | Cronologia completa delle presenze e delle reti in nazionale ― India | Cronologia completa delle presenze e delle reti in nazionale ― India | Cronologia completa delle presenze e delle reti in nazionale ― India | Cronologia completa delle presenze e delle reti in nazionale ― India | Cronologia completa delle presenze e delle reti in nazionale ― India |
| Data                                                                 | Città                                                                | In casa                                                              | Risultato                                                            | Ospiti                                                               | Competizione                                                         | Reti                                                                 | Note                                                                 |
| -------------------------------------------------------------------- | -------------------------------------------------------------------- | -------------------------------------------------------------------- | -------------------------------------------------------------------- | -------------------------------------------------------------------- | -------------------------------------------------------------------- | -------------------------------------------------------------------- | -------------------------------------------------------------------- |
| 10-9-2023                                                            | Chiang Mai                                                           | Libano                                                               | 1 – 0                                                                | India                                                                | King's Cup 2023 - Finale 3º posto                                    | -                                                                    | 30’ 46’                                                              |
| 3-9-2024                                                             | Hyderabad                                                            | India                                                                | 0 – 0                                                                | Mauritius                                                            | Coppa Intercontinentale 2024 - 1º turno                              | -                                                                    | 79’                                                                  |
| 9-9-2024                                                             | Hyderabad                                                            | India                                                                | 0 – 3                                                                | Siria                                                                | Coppa Intercontinentale 2024 - 1º turno                              | -                                                                    | 46’                                                                  |
| 12-10-2024                                                           | Nam Dinh                                                             | Vietnam                                                              | 1 – 1                                                                | India                                                                | Amichevole                                                           | -                                                                    |                                                                      |
| 4-6-2025                                                             | Pathum Thani                                                         | Thailandia                                                           | 2 – 0                                                                | India                                                                | Amichevole                                                           | -                                                                    | 81’                                                                  |
| 10-6-2025                                                            | Hong Kong                                                            | Hong Kong                                                            | 1 – 0                                                                | India                                                                | Qual. Coppa d'Asia 2027                                              | -                                                                    | 79’                                                                  |
| Totale                                                               |                                                                      | Presenze                                                             | 6                                                                    |                                                                      | Reti                                                                 | 0                                                                    |                                                                      |

## Palmarès

### Competizioni nazionali
- Indian Super League: 3

Hyderabad: 2021-2022
ATK Mohun Bagan: 2022-2023
Mohun Bagan SG: 2024-2025
- Durand Cup: 1

Mohun Bagan SG: 2023
- ISL Shield: 2

Mohun Bagan SG: 2023-2024, 2024-2025